# ماننوهپتولوز
ماننوهپتولوز (به انگلیسی: Mannoheptulose) یک ترکیب شیمیایی با شناسه پاب‌کم ۱۲۶۰۰ است. 